# Doxocopa linda
Doxocopa linda är en fjärilsart som beskrevs av Felder 1862. Doxocopa linda ingår i släktet Doxocopa och familjen praktfjärilar. Inga underarter finns listade i Catalogue of Life.